# Prithvi (missile)
Pour les articles homonymes, voir Prithvi (homonymie).
 (septembre 2023).

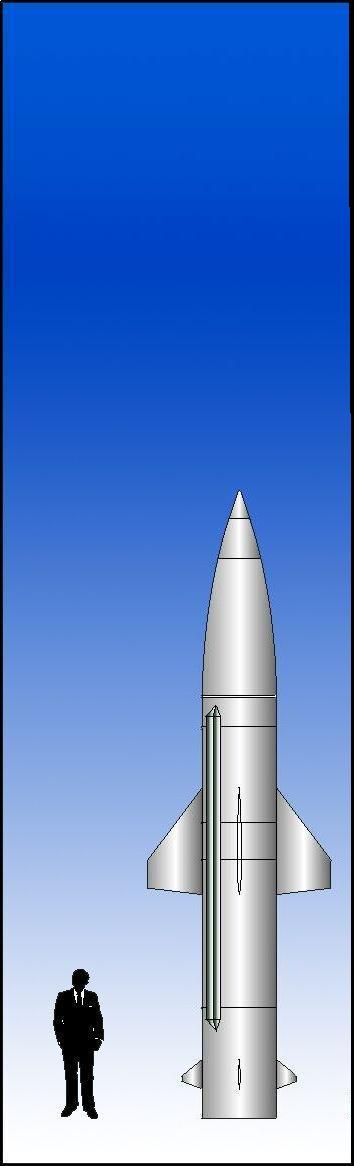
Taille relative d'un missile Prithvi

Les missiles Prithvi sont fabriqués en Inde par DRDO (Defence Research and Development Organisation). Ce sont des missiles balistiques sol-sol, de courte portée, capables de transporter une charge nucléaire. Ils doivent leur nom à la déesse hindoue Prithvi (sanskrit : पृथ्वी ou पृथिवी), personnification de la terre-mère.

## Histoire
L'Inde a lancé un programme de construction autonome de missiles en 1983. 
De ce programme de recherche sont issus les missiles Agni et Prithvi (premier essai en 1988). L'objectif suivant est le développement d'un missile balistique d'une portée de 5 000 km, Surya (en) (« Soleil »), qui permettrait d'atteindre toute l'Asie, l'Europe et une partie de l'Afrique.

## Versions
- Prithvi I (SS-150) - Version dédiée à l'armée de terre, d'une portée de 150 km pour une charge de 1 000 kg. Ces missiles équipent l'armée indienne depuis 1994.

- Prithvi II (SS-250) - Version des forces aériennes, d'une portée de 250 km avec une charge de 500 kg.

Testé pour la première fois le 27 janvier 1996, une version[Laquelle ?] améliorée a été tirée par l'Inde le mercredi 15 avril 2009. Le missile a été tiré depuis le site de Chandipur-on-Sea, dans l'État de l'Orissa. Ce missile mesure 8,5 mètres. Il est capable d'emporter des ogives conventionnelles et nucléaires de taille limitée et sa portée a été accrue à 350 km.
Ces missiles devraient équiper l'armée indienne très prochainement[Quand ?].
- Prithvi III (SS-350) - Version de la Marine, d'une portée de 350 km avec une charge de 500 kg, en cours de développement.

- Prithvi Air Defence (PAD) - Version missile antibalistique pour les interceptions à haute altitude développé dans le cadre du programme de défense antimissile balistique indien.